# Frente para a Restauração da Unidade e da Democracia
Frente para a Restauração da Unidade e da Democracia (em francês:  Front pour la restauration de l'unité et la démocratie, FRUD) é um partido político do Djibuti alinhado com os interesses do povo afar que vive naquele país, embora tenha partidários que residem fora de Djibuti.
Antes de se tornar um partido político foi um grupo rebelde, formado predominantemente pela etnia afar, que lutou contra contra o governo e o sistema de partido único do presidente Hassan Gouled Aptidon e seu partido Reagrupamento Popular para o Progresso (Rassemblement populaire pour le progrès, RPP), gerando a Guerra Civil do Djibuti.
Os conflitos começaram em 1991. A FRUD queria mais participação dos afar no governo do país, que mesmo sendo a segunda maior etnia do Djibuti, estava pouco presente na política. A França tentou mediar por duas vezes o conflito, que só se encerrou em 1994. A guerra foi interrompida em 1994, terminaria oficialmente em 2001, com líderes da FRUD se tornaram membros de gabinete após o término do conflito.